# Wei Xiangying
Wei Xiangying (en chino: 魏香颖; 1976) es una deportista china que compitió en halterofilia. Ganó una medalla de oro en el Campeonato Mundial de Halterofilia de 1996, en la categoría de 83 kg.

## Palmarés internacional
| Campeonato Mundial | Campeonato Mundial | Campeonato Mundial | Campeonato Mundial |
| Año                | Lugar              | Medalla            | Categoría          |
| ------------------ | ------------------ | ------------------ | ------------------ |
| 1996               | Varsovia (Polonia) | Medalla de oro     | 83 kg              |